# ديمتري البازار
هو موثق الأغنية السودانية، يعود له فضل حفظ التراث الغنائي السوداني في الفترة ما قبل نشأة الإذاعة السودانية، خاصة ما يعرف بـ (أغاني الحقيبة)، هو أول من قام بطبع الأغاني السودانية في اسطوانات، ومكتشف عدد من نجوم الغناء، لقب بـ«أب الفن السوداني».

## حياته
هو «محمد نيكولا كاتيفانيدس» أو «ديمتري نيكولا كاتيفانيدس» الملقب بـ«محمد ديمتري البازار» أو«ديمتري البازار»، سوداني من اصول يونانية، والدته دنقلاوية من قبيلة الزبير حمد الملك بـ«الولاية الشمالية» ووالده«كاتيفانيدس» من أب وام نمساوية، هي أخت سلاطين باشا. كان والده متعهد توريد الأخشاب لحكومة السودان .وُلد ديمتري عام 1905، في مديرية دنقلا بالولاية الشمالية، بالتحديد في جزيرة قينتي قرية ابدوم قشابي، أسماه والده «ديمتري» وأسمته والدته «محمد»، فقد كان كل منهما معتد بثقافته، وتجلى ذلك في العام 1910 عندما زار ونجت باشا جزيرة «قنتي» ووجد «محمد ديمتري» يقرأ القرآن في خلوة الشيخ السيد، فلم يعجبه ذلك وطلب من والده إرساله للخرطوم وبالفعل ذهب ديمتري واخوه إلى هناك ودرسوا في مدارس الكاثوليك وفي العام 1914 ادخله برنارد باشا كلية غردون التذكارية، وهناك كانت بداية استكشافه لعوالم الأغنية السودانية وبداية صداقته مع المغنين والمغنيات، التقى في كلية غردون بصديقيه «خليل فرح» و «مصطفى بطران» و«أحمد عبد الرحيم العمرابي»، كان ديمتري في اجازة الداخلية، كل يوم خميس يذهب مع أحد اصدقائه الثلاثة إلى منزله مرة في بيت العمري في امدرمان ومرة في بيت خليل فرح في الخرطوم وآخرى في بيت بطران ببحري وكان في كل مرة يحضر حفلات الافراح المقامة هناك. قال ديمتري في مذكراته انه واصدقائه الثلاثة اسسوا معا «جمعية وحدة وادي النيل» السرية ضد الإستعمار الإنجليزي في العام 1918.فتم فصلهم في نفس العام من كلية غردون التزكارية، بسبب النشاط ضد الإستعمار الإنجليزي. بعدها وجد له رئيس الجالية اليونانية وقتها «جيراسيموس كونتو ميخالوس» عمل كـ«كاتب» لدى قريبه صاحب المحل التجاري «انجلو كباتو» وكان ديمتري يدرس في مدرسة الإغريق في الصباح وبعد الظهر يذهب إلى العمل. في محلات انجلو كباتو، وفي مرة وصلت اصدارة لمجلة مصرية تدعى «اللطائف المصورة» إلى المحل وكان زملائه لا يستطيعون القراءة باللغة العربية فأعطوه المجلة، فأعجبته وراسل المجلة وطلب منها ان يكون متعهد للمجلة في السودان فرحبت المجلة بالفكرة وارسلت له عدد من اعدادها، ونشرت مجلة اللطايف المصرية صورة ديمتري في أحد أعدادها، فقامت عدد من الصحف المصرية مثل الأهرام والمقطم والبلاغ والسياسة راسلوه وطلبوا منه ان يصبح متعهد لهم في السودان أيضا، فإتسع العمل وطلب ديمتري من والده القدوم من دنقلا لـ (الخرطوم) لمساعدته، واعطاه صاحب محل انجلو كباتو دكان وكانت أسماء المحال وقتها اغلبها اجنبية فإقترح صاحب محلات انجلو كباتو على ديمتري ان يسمي مكتبته باسم عربي فأسماها «مكتبة البازار السوداني» وكان موقعها في سوق (الموية) في امدرمان، بالقرب من (اجزخانة لندن)، بالتحديد في الركن الشمالي من شارع الموردة الفاصل بين سينما امدرمان شرق الشارع ومقهى يوسف الفكي غرب الشارع. ومن هنا بدأت علاقة ديمتري بالمثقفين والفنانين المصريين، في وقت كان مولع بالأغاني السودانية ولديه الكثير من الصداقات مع الفنانين/ات السودانيين، وبدأ يفكر في طباعة الأغاني السودانية في اسطوانات، وراسل شركة تسجيل اسطوانات مصرية، في العام 1928 سجل ديمتري أول اسطوانة للفنان «عبد الله الماحي» في القاهرة ليكون أول فنان سوداني يطبع أغانيه في أسطوانات حيث قام بتسجيل عشرة أغنيات مع شركة «بيضا فون» منها (يا أماني وجار بي زماني)، (ام جمالا يسبي العقول) وغيرها من الأغاني. وفي العام 1931 سجل ديمتري لـ (أم الحسن الشايقية) أغنيتها (الله لينا) باللهجة الشايقية لتكون أول فنانة سودانية تسجل أغانيها في اسطوانة.
بعدها سجل ديمتري اسطوانات لعدد من فنانين الحقيبة وأكتشف الكثير من الفنانين وأجتهد في اقناع اسرهم، امثال إبراهيم عبد الجليل الذي سجل له اسطوانات مع شركة اوديون حيث التقى الفنانة المصرية ام كلثوم وأعجبت بصوته واسمته عصفور السودان.بعدها شاع شراء آلة الفونوغراف في السودان لتشغيل الاسطوانات، بعدها قام عدد من التجار بعمل اسطوانات للفنانين امثال آدم بابادا ومحمد داؤود حسين وحسن صالح خضر ومكتبة أبو الريش حيث سجلوا أغاني لـ (سرور) و (كرومة) وو (أم الحسن الشايقية) و (فضل المولى زنقار) واولاد بري (حاج الخضر وحميدة) وغيرهم.سجل عدد من الاحاديث للإذاعة والتلفزيون ويقال انه أول سوداني يمتلك سيارة عام 1930 وكانت ماركة فورد.
خاض ديمتري ثلاثة زيجات غير ناجحة كانت اولاها من سيدة يونانية عام 1935 وبعدها سيدة سودانية غير معروفة لم ينجب منها أبناء ثم الفنانة عائشة عبد الوهاب التي انجب منها بنت وولد لم يعش طويلا.واخيرا تزوج سيدة لم ينجب منها أبناء أيضا.

### فنانون سجل ديمتري أغانيهم
- عبد الله الماحي
- ام الحسن الشايقية
- إبراهيم عبد الجليل
- عائشة الفلاتية
- مهلة العبادية
- الفاضل أحمد
- عائشة عبد الوهاب (عائشة كديس)

#### وفاته
توقي موثق الأغاني ومكتشف الفنانين محمد ديمتري البازار عام 1989م.